# Odontomyia cuthbertsoni
Odontomyia cuthbertsoni är en tvåvingeart som först beskrevs av Lindner 1937.  Odontomyia cuthbertsoni ingår i släktet Odontomyia och familjen vapenflugor. Inga underarter finns listade i Catalogue of Life.